# Koundino
Koundino (en macédonien Кундино) est un village du nord-est de la Macédoine du Nord, situé dans la municipalité de Probichtip. Le village comptait 81 habitants en 2002.

## Démographie
Lors du recensement de 2002, le village comptait :
- Macédoniens : 79
- Serbes : 2